# Пилевс
«Пилевс» — греческий пароход, имя которого связано с одним из преступлений подводников Кригсмарине в конце Второй мировой войны. За расстрел экипажа «Пилевса» офицеры немецкой подводной лодки U-852 были приговорены послевоенным трибуналом к смерти. Этот приговор стал одним из немногих (согласно некоторым греческим источникам — единственным «официальным»), вынесенных за военные преступления на море, совершённые во время Второй мировой войны. Согласно другим греческим источникам, командир подводной лодки U-852 стал единственным командиром германского подводного флота, расстрелянным за военное преступление на море.

## «Пилевс»
Торговый пароход «Пилевс», вместимостью в 4965 регистровых тонн, был построен в 1928 году на английской верфи Gray and Company в West Hartlepool, под первоначальным именем Egglestone. Однако в конце того же года, ещё на верфи, судно было приобретено греческой судовладельческой фирмой Nereus (Νηρέας) Steam Navigation (Lemos C. M. & Co) company и переименовано в «Пилевс» (греч. Πηλεύς, в честь мифологического царя острова Эгина (см. Пелей), который был отцом Ахилла). Судно успешно эксплуатировалось в мирное время и во время Второй мировой войны.
После подписания в январе 1940 года правительством нейтральной тогда Греции Военного торгового соглашения (War Trade Agreement) с Великобританией, которое по сути передавало один из крупнейших флотов мира в распоряжение британского правительства, пароход находился под фрахтом британского правительства и работал в основном в южной Атлантике.
В марте 1944 года Пилевс совершал в балласте переход из Алжира, через Фритаун, в Буэнос-Айрес, под командованием капитана Минаса Мавриса.
В этом рейсе экипаж насчитывал 35 человек, в своём большинстве греков (18), но также англичан (8), китайцев (3), египтян (2), и 4 человека других национальностей (uboat.net пишет о 39 членах экипажа). Отмечается, что в этом своём последнем рейсе пароход был не только в балласте, но шёл в направлении, противоположном театру военных действий.

## Подводная лодка U-852
Большая океанская немецкая подводная лодка U-852 типа IXD2 вошла в строй в июне 1943 года. Командование подлодкой принял капитан-лейтенант Гейнц-Вильгельм Эк (Heinz-Wilhelm Eck, 1916—1945). Свой единственный и последний боевой поход подлодка начала в январе 1944 года.
Перед выходом Эк был проинформирован ветеранами — командирами подлодок, среди которых был и капитан А. Шнее, об опасностях предстоящего похода. Подлодка Эка была одной из самых тихоходных и тяжёлых на немецком подводном флоте, что создавало специфические трудности. Шнее отметил, что следует уделить особое внимание акватории Южной Атлантики, в особенности между Фритауном и островом Вознесения (Ascension), поскольку следы потопленных судов после торпедирования подлодками обнаруживались с воздуха в течение немногих дней. Шнее завершил свою инструкцию словами: «Зона Южной Атлантики очень трудна для нас», делая акцент на том, что немецкий флот потерял в этом районе 4 подлодки типа IXD2. Советы Шнее и приказ штаба были сконцентрированы на одном моменте: поражать, «не оставляя следы».
Последовал инструктаж фрегаттен-капитана Г. Хесслера, который подчеркнул, что Эк должен избегать всего, что могло вызвать внимание врага.
Наконец в Киле, Эк был проинструктирован корветтен-капитаном К. Х. Мёле. Мёле затронул эпизод потопления судна «Laconia», в котором командир подлодки U-156, В. Хартенштайн, предпринял после торпедирования судна спасение экипажа и пассажиров, напоминая Эку, что случилось с Хартенштайном впоследствии.

## Потопление «Пилевса»
U-852 вышла из Киля 18 января 1944 года, обошла Шотландию с севера, вышла в Северную Атлантику и, повернув на юг, взяла курс к берегам Западной Африки.
Через 2 месяца, соблюдая радиомолчание и всплывая только ночью, для заряжения аккумуляторных батарей, подлодка достигла экватора.
13 марта, примерно в 500 милях севернее острова Вознесения (Ascension) и в 700 милях южнее Фритауна, подлодка обнаружила греческий пароход «Пилевс», шедший в балласте из Фритауна в Буэнос Айрес. Эк приказал развить скорость и приблизиться к судну. «Погоня» продолжилась 2,5 часов, пока подлодка не вышла на позицию атаки. В 19:40 Эк осуществил атаку, выпустив 2 торпеды из носовых торпедных труб. Антонис Лёсис, старпом «Пилевса», стоявший на вахте в тот момент, заметил приближение двух торпед с левого борта судна. Он дал команду рулевому развернуть судно параллельно движению торпед, но не смог избежать их.
Первая торпеда поразила «Пилевс» в трюм № 2, вторая в кормовой трюм № 3. Судно затонуло в течение нескольких минут. У экипажа не было времени даже надеть спасательные жилеты.
При затоплении судна спасательные плоты были освобождены, и остававшиеся в живых члены экипажа держались за плоты. Некоторым удалось взобраться на них. Лёсис и моряк Д. Константинидис сумели взобраться на один из плотов. На мостике U-852 находился командир Эк и лейтенант Герхард Кольдитц (Gerhard Colditz). Эк пригласил стармеха Ленца (Hans Lenz), который владел английским языком, и приблизился к плотам для получения информации. На носу подлодки находился Ленц и второй помощник Хоффман (August Hoffmann).
Эк направил U-852 к плоту, на котором находился второй помощник греческого парохода Агис Кефалас, моторист Ставрос Сойас, моряк Pierre Neuman (которого морской историк и писательница Иоанниду именует русским) и кочегар китаец. Двое немецких офицеров приказали Кефаласу подняться на подлодку для предоставления информации. Кефалас проинформировал немцев, что пароход следовал в балласте в Буэнос Айрес. Офицеры Ленц и Хоффан заявили Кефаласу, что он и другие греческие моряки будут спасены британскими кораблями. Они сопроводили его к плоту и доложили о полученной информации Эку.

## Расстрел экипажа Пилевса
На мостике подлодки находились 5 человек: Эк, лейтенанты Colditz и Hoffmann, механик Lenz и врач Weispfennig. Командир заявил своим офицерам, что следы потопления парохода расползаются по поверхности моря, и что на следующее утро начнётся воздушное патрулирование от Фритауна до острова Вознесения, в результате чего потерпевшие будут обнаружены и вместе с ними и следы подлодки. Эк заявил, что если U-852 удалится на повышенной скорости, оставаясь на поверхности (поскольку уже стемнело), на рассвете она будет находиться не далее 200 миль от точки потопления судна. Следовательно, подлодка будет быстро обнаружена самолётами. Эк принял решение, оправдывая его вопросами самозащиты, ликвидировать все следы потопления парохода.
В 20:00 U-852 приблизилась к спасательным плотам. Weispfennig стоял у правого пулемёта. Командир отдал приказ стрелять по плотам, и врач начал стрельбу. Антонис Лёсис лёг на плот, пытаясь защитить свою голову. Моряк Д. Констанидис получил множество ранений и умер. Через несколько очередей пулемёт заклинило. Хоффман исправил неполадки, но врач уже не хотел продолжать стрельбу, хотя продолжал оставаться на мостике. Немцы отметили, что многие плоты ещё не были потоплены. Эк приказал включить прожектор, с тем чтобы обнаружить, почему плоты ещё не были потоплены. Подлодка продолжала патрулировать в районе, где затонул пароход, Хоффман продолжал расстреливать оставшихся в живых греческих моряков.
Однако плоты оставались на плаву, и план Эка ликвидировать следы потопления парохода не выполнялся. Для разрешения проблемы, Хоффман предложил использовать 37-мм орудие, другие немецкие офицеры предложили использовать палубное 105-мм орудие. Эк предложил Хоффману использовать спаренные зенитные 20-мм пулемёты.
Но и эта попытка была безрезультатной. Плоты оставались на плаву. Эк решил использовать гранаты. Были использованы 3 гранаты. Лёсис был ранен в плечо и спину. На другом плоту Агис Кефалас был ранен в руку и 2 моряков были убиты. Несмотря на своё ранение, Кефалас соскользнул в воду и вплавь добрался до плота, на котором находился Лёсис. К разочарованию Эка, и использование гранат не имело результатов. Плоты оставались на плаву.
Другие члены экипажа подлодки ещё не понимали, что происходит на поверхности. В полночь Colditz сменил на вахте Хофманна. Вместе с ним на мостик поднялся матрос-оберефрейтор (Matrosenobergefreiter) Wolfgang Schwender, которому было приказано расстреливать плоты. После первой же очереди пулемёт заклинило, после чего Ленц, разрешив проблему, отстранил матроса и сам продолжил расстрел.
К 1:00 на рассвете подлодка уже в течение 5 часов вела свой «нелёгкий и странный бой». Ни тараны, ни использование пулемётов, спаренных зенитных пулемётов и гранат, не имели ожидаемого результата. Плоты были изрешечены, но оставались на плаву. Не ликвидировав следы, Эк оставил район потопления судна и 4 выживших и на максимальной скорости направился на юг, к западному берегу Африки.

## Выжившие «Пилевса»
После потопления греческого парохода и расстрела выживших, на одном из плотов остались раненными 4 человека. Они оставались на плоту целых 39 дней. 20 апреля 1944 года они были обнаружены португальским пароходом «Alexander Silva». Трое были ещё живыми (Антонис Лёсис, Димитриос Аргирос и Rocco Said).
Агис Кефалас умер через 25 дней после потопления судна.
«Alexander Silva» доставил их в порт Лобиту, Ангола через неделю, и там впервые англичане узнали о инциденте 13 — 14 марта. Все трое выживших представили письменное свидетельство, раскрывая каждую деталь события, которое они пережили.

## Оценки эпизода «Пилевса»
Историки греческого флота отмечают, что в начале войны многие командиры немецких подлодок ещё соблюдали морскую и военную этику.
3 октября 1939 года греческое судно «Диамантис» (капитан Панагос Патерас) было остановлено подлодкой U-35, под командованием Вернера Лотта, в 40 милях от островов Силли. «Диамантис» шёл в Англию, с грузом 7700 тонн марганцевой руды. Греция тогда была ещё нейтральной страной, но груз был для Британии, и следовательно судно было «законной целью». «Диамантис» стал первым греческим судном, потопленным немецкой подлодкой, но Лотт принял греческих моряков на борт подлодки и высадил их в бухте деревушки Вентри, Керри (графство), нейтральной Ирландии.
Греческий пароход «Иоанна» был остановлен 1 июня 1940 года подлодкой U-37, в 180 милях от испанского порта Виго. Экипажу было приказано покинуть пароход, который затем был потоплен.
Греческий пароход «Адамастос» был остановлен 1 июля 1940 года в Северной Атлантике подлодкой U-14. Пароход был потоплен. Экипаж был оставлен в шлюпках в 500 милях от суши, но не был расстрелян.
Со временем подобных случаев становилось всё меньше и потопление греческих торговых судов сопровождалось гибелью их экипажей.
В общей сложности немецкими подлодками за годы войны были потоплены 124 греческих торговых судна.
В случае с «Пилевсом», кроме того, что пароход нёс уже вражеский, греческий, флаг, его потопление не имело никакой прямой военной целесообразности.
При этом, расстрел экипажа парохода стал попранием морского и военного кодекса, за что экипаж U-852, после войны, предстал перед судом.
Кристи Эмилио Иоанниду (греч. Κρίστυ Εμίλιο Ιωαννίδου), современная греческая писательница и морской историк, не забывая о совершённом военном преступлении, рассматривает также целесообразность и результативность действий Эка и его экипажа. Иоанниду пишет, что командир U-852 неправильно оценил обстановку и совершил ряд ошибок. Это было результатом плохого оперативного планирования или его слабой элементарной подготовки, в том, что касалось полученного им приказа «не оставлять следы». Инструкции Шнее не были чёткими. Они не предлагали способа решения, но требовали результата.
Пытаясь разрешить ограничения планирования, в последний момент Эк начал расстреливать плоты и в конечном итоге в результате получил:
- Потерю драгоценных боеприпасов
- Потерю драгоценного времени
- Моральное опустошение экипажа
- Угроза, в силу которой Эку были предписаны первоначальные ограничения, не исчезла

Иоанниду пишет, что поражает безграмотность командира и экипажа немецкой подлодки в вопросах спасательного оборудования и материалов, из которых оно изготавливается. Она пишет, что по логике вещей, эта информация должна была быть включённой в их подготовку и учебные материалы.

## Дальнейшая судьба U-852
После расстрела экипажа греческого парохода, экипаж подлодки был информирован о событии. Моральное состояние немецких моряков было низким. Несмотря на усилия Эка воодушевить свою команду, его ссылки на приказы вышестоящих, на задачу подлодки и напоминания о том, что враг не жалел женщин и детей, когда бомбил немецкие города, экипаж U-852 оставался в очень плохом психологическом состоянии. Сам Эк в своём докладе писал, что он не являлся исключением.
U-852 продвигалась на юг, соблюдая меры предосторожности. Поскольку англичане уже знали о эпизоде и наблюдали за районом, Эк послал 15 марта радиотелеграмму, оповещая о потоплении «Пелевса». Связь по рации была опасной. Несмотря на это, Эк должен был каким либо образом информировать командование подводного флота (BdU) о потоплении «Пилевса». Согласно архивам BdU, U-852 соблюдал радиомолчание до 4 апреля. Согласно британским источникам, уже 30 марта противолодочные силы британского флота в Кейптауне были осведомлены о сигналах, посылаемых подводной лодкой из района северо-западнее города.
К этому времени моральный дух экипажа подлодки повысился, после потопления 1 апреля парохода «Dahomian» (5277 брт). Пароход был торпедирован в 10 милях юго-западнее Кейп-Пойнта. На этот раз Эк не стал заниматься выжившими, которые на следующий день были спасены двумя южно-африканскими тральщиками, и продолжил свой курс.
4 апреля сигнал Эка был перехвачен британскими службами, что сделало возможным обнаружение подлодки на расстоянии 150 миль восточнее мыса Игольный. Незадолго до прибытия подлодки в этот район, он был усилен группой преследования подлодок, которая состояла из 9 фрегатов, плюс авианосцы сопровождения HMS Begum и HMS Shah. Кроме этого, район патрулировался самолётами с баз на атолле Addu (Сиину) и острове Диего-Гарсия.
В последний день апреля англичане обнаружили U-852 на подходе к Cape Guardafui южнее Аденского залива. На следующий день из Адена вылетели бомбардировщики типа «Веллингтон», которые на рассвете 2 мая застигли подлодку в надводном положении. Самолёты сбросили 6 глубинных бомб, одна из которых повредила зенитное 37-мм орудие. Подлодка попыталась погрузиться, но кроме повреждения корпуса и полученной течи, наблюдалась утечка хлора из повреждённых аккумуляторных батарей. Подлодка сумела погрузиться и оставалась под водой 15 минут. Но выделения газов вынудили Эка принять решение всплыть и обороняться своими зенитными орудиями.
Бомбардировщики начали свой второй круг атаки. Были убиты 2 члена экипажа, включая старпома Gerhard Colditz. Эк осознавал, что с погруженной кормой и потеряв управление кораблём, он не мог спасти подлодку. Он должен был спасти экапаж, выбросив корабль на сомалийский берег, а затем взорвать его до прибытия англичан.
Первая цель удалась. Взорвать корабль не удалось. На следующий день десантная группа британского флота взяла в плен выживших моряков подлодки, включая её командира. Ожидалось, что пленные дадут информацию о эпизоде с «Пилевсом». Но самая ценная информация была получена не от пленных. Англичане обнаружили на подлодке журнал военных операций (KTB, Kriegstagebuch), в котором были записаны все детали касательно потопления «Пилевса». Англичане (июнь 1944), на основании собранных ими данных, приняли решение судить Эка и ответственных экипажа. Но суд был отложен до капитуляции Германии.

## Дело «Пилевса»[10]
Дело «Эка — Пилевса» (Eck-Prozess) было классифицировано как «совершенно секретное». Эк и 4 члена экипажа были судимы в октябре 1945 года британским трибуналом в Гамбурге, за нарушение законов войны и за убийство членов экипажа торпедированного судна. Командир подлодки утверждал, что принял решение потопить стрельбой из пулемётов только плоты, не видя на тот момент никого из экипажа греческого парохода. Он утверждал, что никогда не отдавал приказа расстреливать выживших. Однако все подсудимые были признаны виновными.
Защита попыталась представить в качестве свидетеля (не принятого трибуналом) контр-адмирала Шмидта (Karl Schmidt), командира эсминца Z-12 Erich Giese, который был потоплен 13 апреля 1940 года. При этом 200 выживших немцев были расстреляны британским эсминцем в воде и на плотах.
Англичане утверждали тогда, что их убийство было «операционной необходимостью», с целью помешать немецким морякам выбраться на берег и соединиться с немецкими войсками в Нарвике (Норвегия).
30 ноября 1945 года Эк, August Hoffmann и врач Walter Weisspfennig были приговорены к расстрелу. Hans Lenz и Wolfgang Schwender были приговорены к долголетнему заключению. Интригующим образом, двое юристов из защиты офицеров подлодки ушли из жизни почти сразу после приговора. Dr. Pabst покончил жизнь самоубийством, Dr. Todsen погиб в автодорожном происшествии при столкновении с британским военным автомобилем. Оба случая расследовались британской военной полицией, доклады которой оставались засекреченными как минимум до октября 1996 года.
Потопление Пилевса и последовавшие события стали основой романа английского новеллиста Gwyn Griffin (1922—1967) An Operational Necessity (Операционная необходимость).